# Windkanter

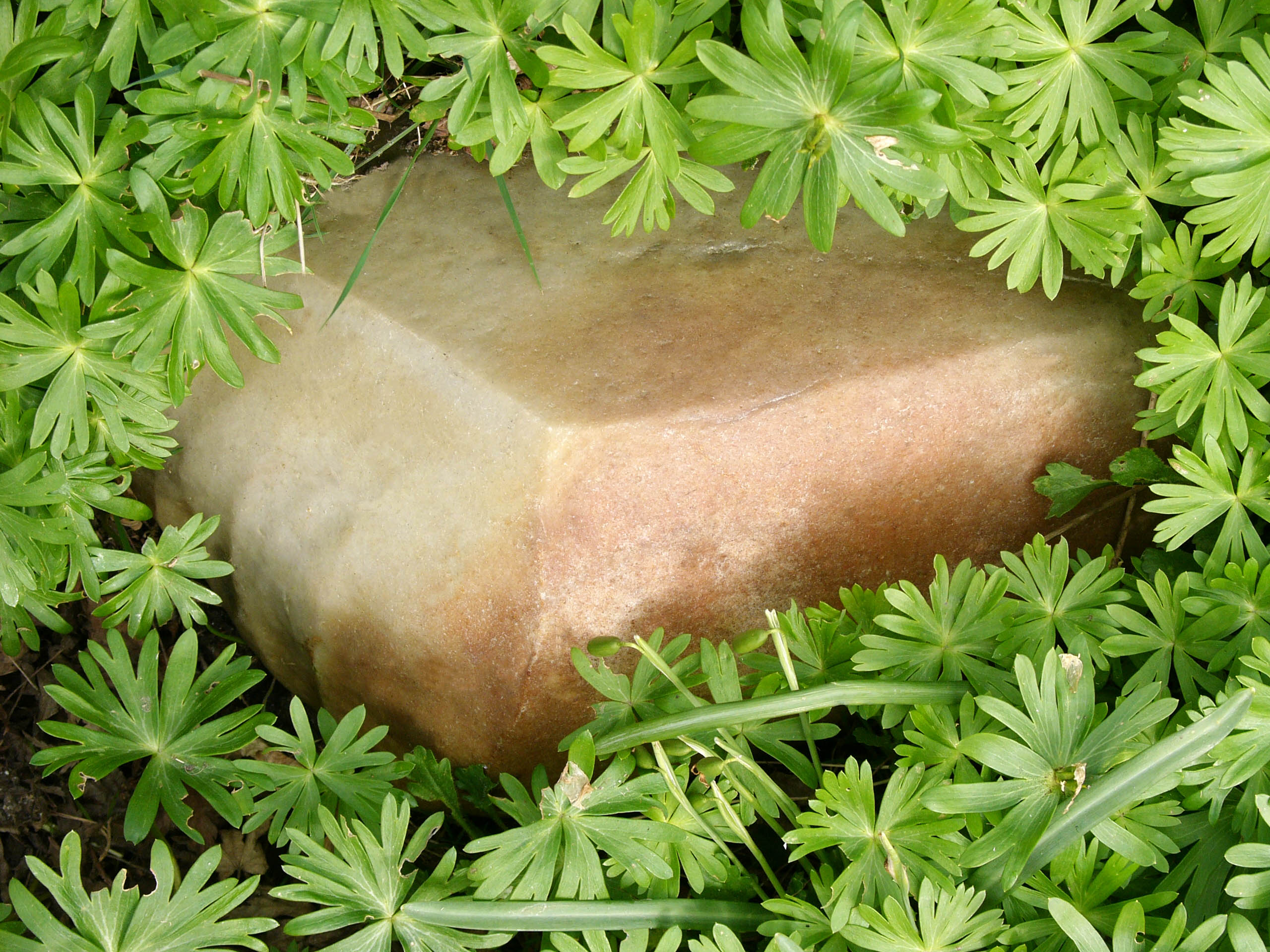
Windkanter aus Dänemark

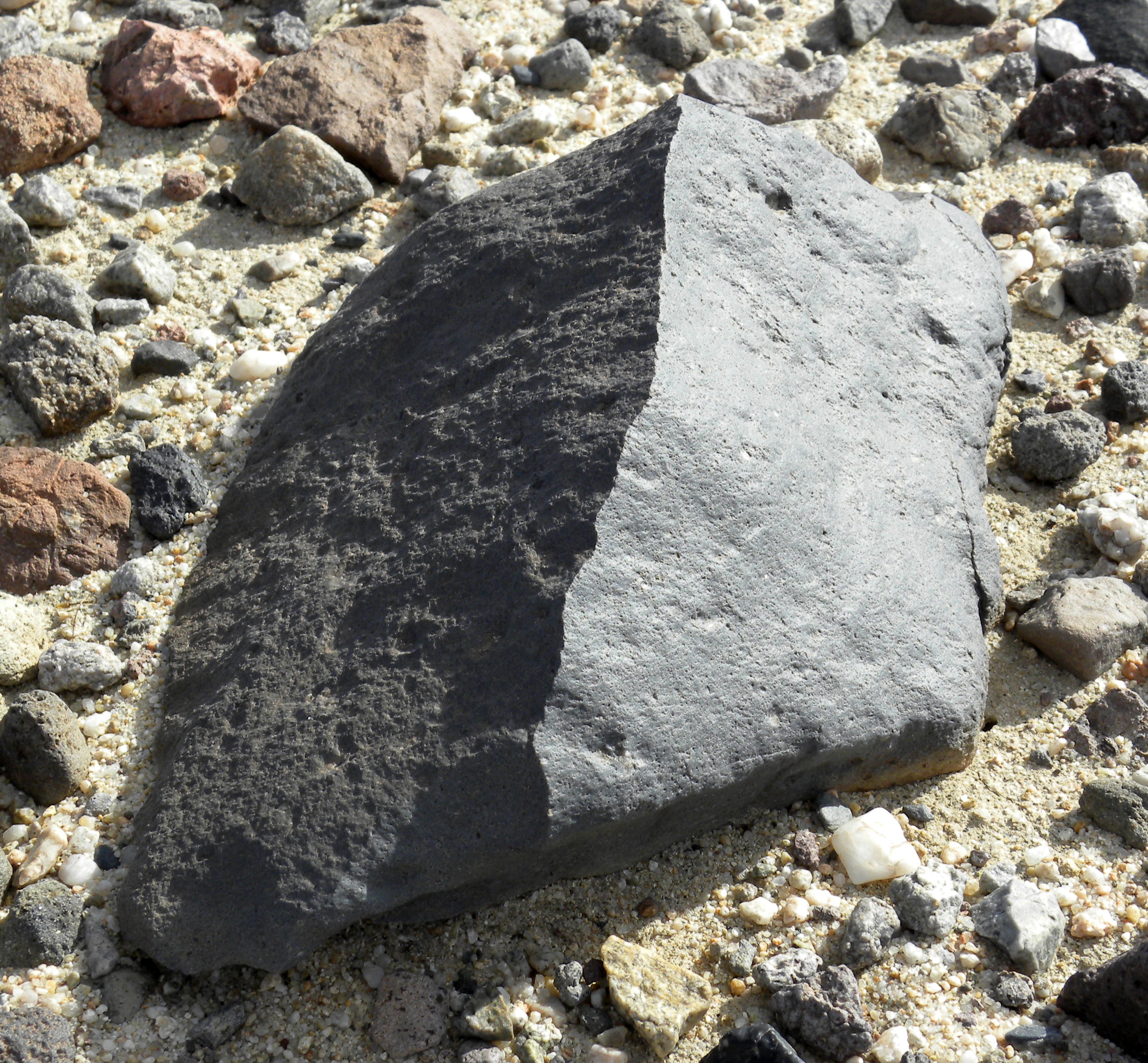
Windkanter in der Mojave-Wüste

Windkanter sind Gesteine, die durch vom Wind transportierten Sand zu charakteristischer, oft kielartiger Form geschliffen wurden (Windschliff).

## Entstehung
Windkanter entstehen entweder aus Gesteinsbruchstücken, die aus dem Gesteinsverbund des Anstehenden bereits herausgelöst wurden, oder aus größeren Partikeln, die in Lockergesteinen (z. B. Sand oder Kies) eingebettet sind. Sie werden durch die Korrasion des Windes mechanisch bearbeitet. Der Sand wird durch Reptation und Saltation transportiert und wirkt am Gesteinsstück als Schleifmittel. Die der vorherrschenden Windrichtung zugewandte Seite des Steines (Luv-Seite) wird abgeschliffen und geglättet, während die dem Wind abgewandte Seite (Lee-Seite) weitgehend unverändert bleibt. Dabei entstehen mehr oder weniger scharfe Grate oder Kanten.
Windkanter aus Gesteinen geringer Härte können schon in wenigen Jahrzehnten entstehen.
Nach Anzahl und Ausbildung der Schliffflächen unterscheidet man Einkanter, Zweikanter und Mehrkanter; sehr häufig sind aber auch unregelmäßige Formen. Mehrere Kanten bilden sich aus, wenn:
- Winde aus verschiedenen Richtungen den Stein von verschiedenen Seiten her abschleifen
- der Stein im Laufe des Prozesses ein- oder mehrfach seine Lage veränderte, z. B. durch Solifluktion
- im bearbeiteten Stein vorgezeichnete Strukturen herausmodelliert werden (z. B. aus einer Schieferung resultierende Wechsellagerung von widerständigen und weniger widerständigen Mineralen)

## Verbreitung

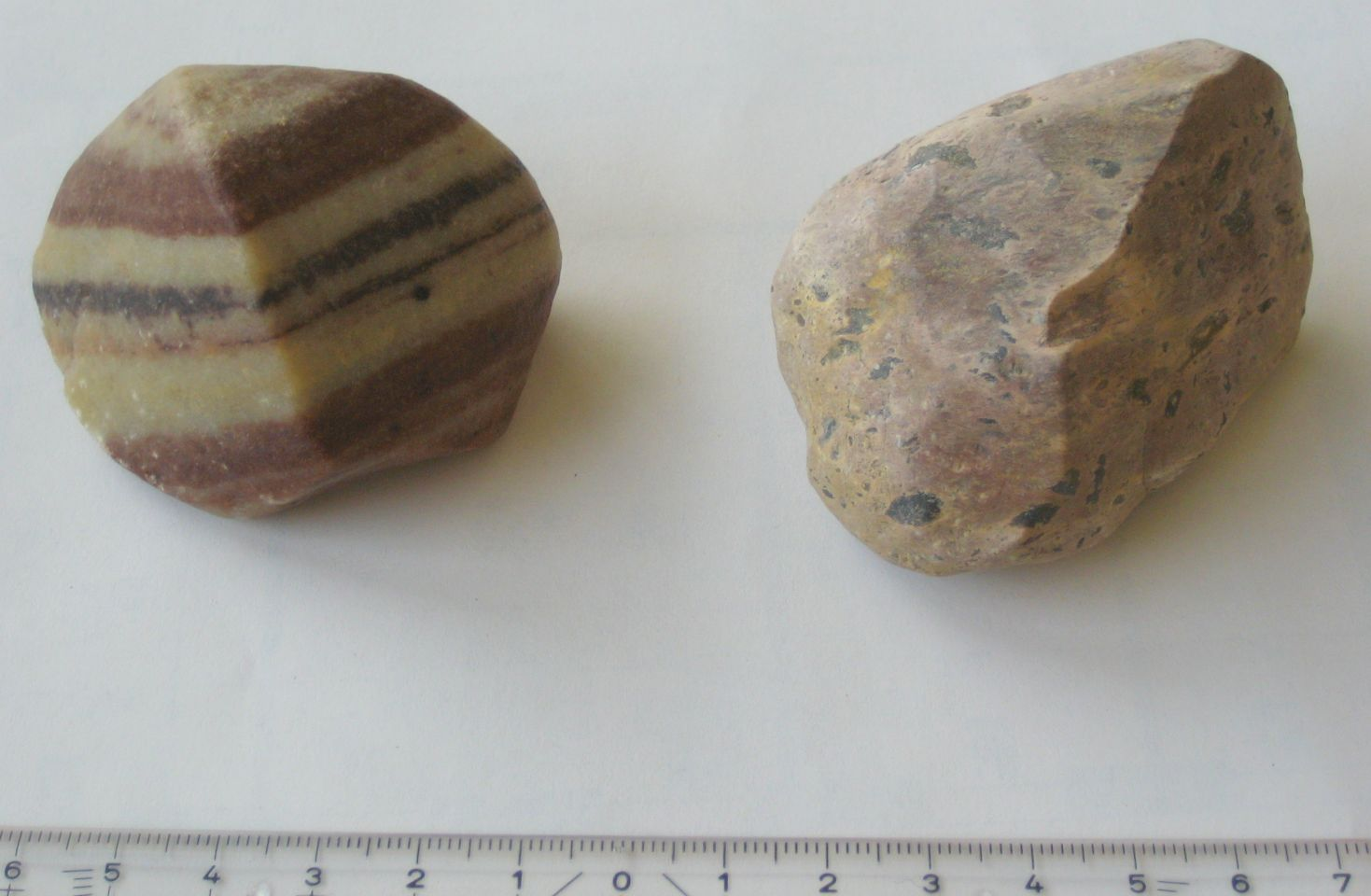
Windkanter aus Brandenburg

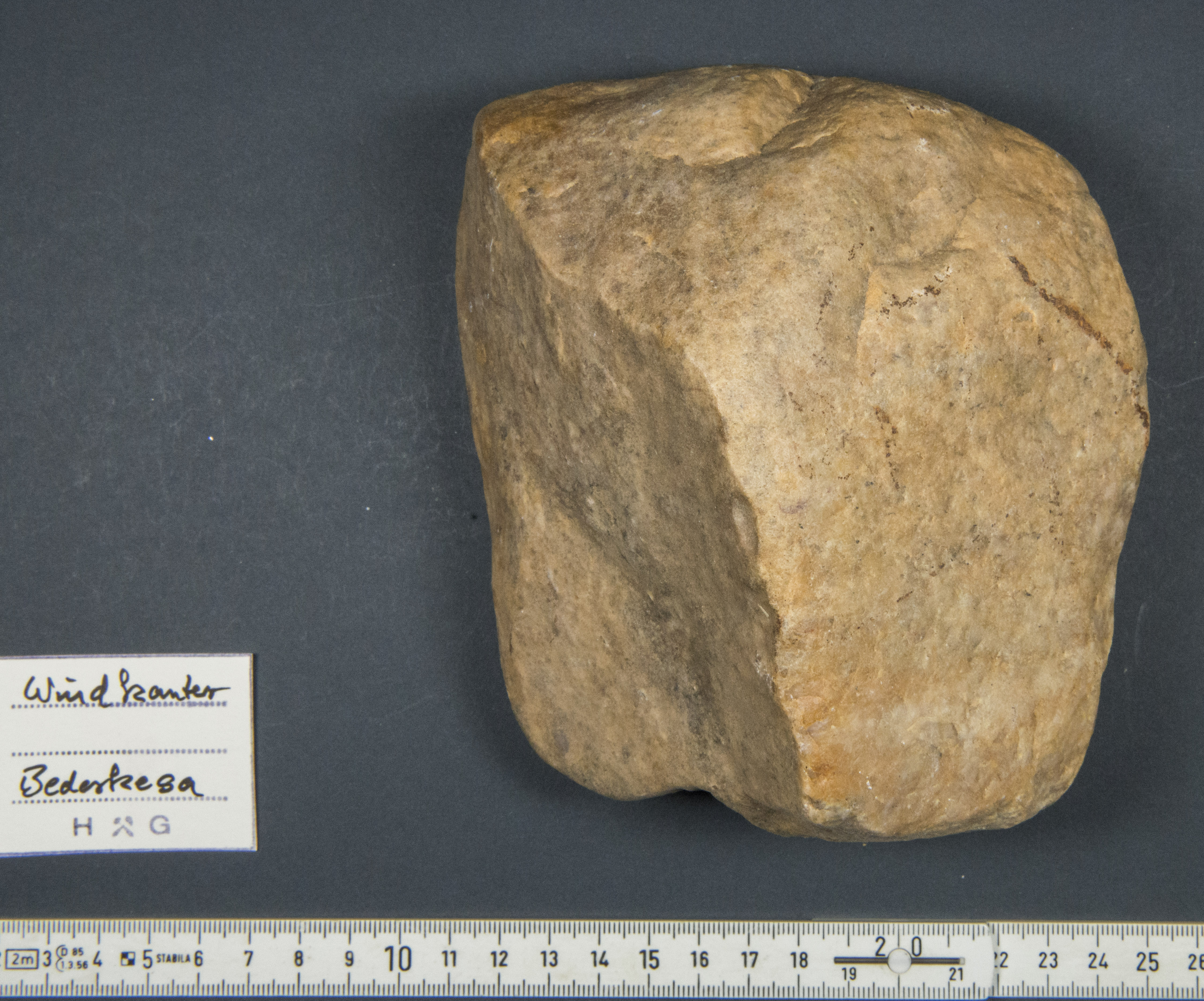
Windkanter aus der Gegend von Bederkesa im Elbe-Weser-Dreieck

Windkanter entstehen fast ausschließlich in vegetationsarmen oder -freien Gebieten (Wüsten). Je nach den herrschenden Klimabedingungen kann es sich dabei um Trocken- oder Kältewüsten handeln. Auf Grund späterer Klimaänderungen (z. B. Erwärmung am Ende der Eiszeit) können Windkanter aber auch als Relikt in Gebieten auftreten, in denen sie heute nicht mehr entstehen würden. Daher sind Windkanter z. B. in den Moränenlandschaften Norddeutschlands, das während der jüngsten, der Weichsel-Eiszeit, eine Kältewüste oder -steppe war (Periglazial), sehr weit verbreitet. Da es sich bei den Windkantern dort ebenfalls um eiszeitliches Geschiebe handelt, spricht man auch von windgeschliffenem Geschiebe.
Als Sonderfall können Windkanter auch aus Eiskantern oder zumindest aus vom Eis vorgeschliffenen Steinen hervorgehen.
Die Entstehungsbedingungen für Windkanter sind auch auf dem Mars gegeben. Jake Matijevic (Gestein) ist ein Beispiel für eine solche Erosionsform auf dem Mars.